# Natação nos Jogos Pan-Americanos de 2015 - 200 m medley feminino
As competições dos 200 metros medley feminino da natação nos Jogos Pan-Americanos de 2015 foram realizadas em 18 de julho no Centro Aquático CIBC Pan e Parapan-Americano, em Toronto.

## Calendário
Horário local (UTC-4).
| Data        | Horário | Fase          |
| ----------- | ------- | ------------- |
| 18 de julho | 10:16   | Eliminatórias |
| 18 de julho | 19:18   | Final B       |
| 18 de julho | 19:25   | Final A       |

## Medalhistas
| Ouro   | USA Caitlin Leverenz |
| Prata  | USA Meghan Small     |
| Bronze | CAN Sydney Pickrem   |

## Recordes
Antes desta competição, os recordes mundiais e pan-americanos da prova eram os seguintes:
| Tipo                             | Atleta            | Tempo   | Local          | Data                |
| -------------------------------- | ----------------- | ------- | -------------- | ------------------- |
|                                  | USA Ariana Kukors | 2m06s15 | Roma           | 27 de julho de 2009 |
| Recorde dos Jogos Pan-Americanos | USA Julia Smit    | 2m13s07 | Rio de Janeiro | 20 de julho de 2007 |

## Resultados

### Eliminatórias
A eliminatória foi realizada em 18 de julho. 
| Pos. | Bateria | Raia | Nadador                   | Nacionalidade      | Tempo   | Nota |
| ---- | ------- | ---- | ------------------------- | ------------------ | ------- | ---- |
| 1    | 3       | 4    | Caitlin Leverenz          | USA Estados Unidos | 2:11.04 | QA,  |
| 2    | 3       | 5    | Sydney Pickrem            | CAN Canadá         | 2:11.16 | QA,  |
| 3    | 1       | 4    | Meghan Small              | USA Estados Unidos | 2:13.90 | QA   |
| 4    | 2       | 4    | Erika Seltenreich-Hodgson | CAN Canadá         | 2:14.02 | QA   |
| 5    | 2       | 3    | Alia Atkinson             | JAM Jamaica        | 2:15.16 | QA   |
| 6    | 2       | 5    | Joanna Maranhão           | BRA Brasil         | 2:15.32 | QA   |
| 7    | 1       | 5    | Virginia Bardach          | ARG Argentina      | 2:16.86 | QA   |
| 8    | 3       | 3    | Gabrielle Roncatto        | BRA Brasil         | 2:17.67 | QA   |
| 9    | 3       | 6    | Florencia Perotti         | ARG Argentina      | 2:18.95 | QB   |
| 10   | 1       | 3    | Arantxa Medina            | MEX México         | 2:19.26 | QB   |
| 11   | 2       | 6    | McKenna de Beever         | PER Peru           | 2:21.65 | QB   |
| 12   | 2       | 2    | Mercedes Toledo           | VEN Venezuela      | 2:25.24 | QB   |
| 13   | 3       | 7    | Karen Vilorio             | HON Honduras       | 2:25.87 | QB   |
| 14   | 1       | 2    | Lara Butler               | CAY Ilhas Cayman   | 2:26.50 | QB   |
| 15   | 2       | 7    | Lisa Blackburn            | BER Bermudas       | 2:29.04 | QB   |
| 16   | 1       | 6    | Esther Gonzalez           | MEX México         |         | DNS  |
| 16   | 3       | 2    | Barbara Caraballo         | PUR Porto Rico     |         | DNS  |

### Final B
A final B foi realizada em 18 de julho. 
| Pos. | Raia | Nadador           | Nacionalidade    | Tempo   | Notas            |
| ---- | ---- | ----------------- | ---------------- | ------- | ---------------- |
| 9    | 4    | Florencia Perotti | ARG Argentina    | 2:17.65 |                  |
| 10   | 3    | McKenna de Beever | PER Peru         | 2:18.49 |                  |
| 11   | 5    | Arantxa Medina    | MEX México       | 2:18.82 |                  |
| 12   | 6    | Mercedes Toledo   | VEN Venezuela    | 2:22.06 |                  |
| 13   | 7    | Lara Butler       | CAY Ilhas Cayman | 2:24.64 | Recorde nacional |
| 14   | 2    | Karen Vilorio     | HON Honduras     | 2:24.72 |                  |
| 15   | 1    | Lisa Blackburn    | BER Bermudas     |         | DNS              |

### Final A
A final A foi realizada em 18 de julho. 
| Pos.              | Raia | Nadador                   | Nacionalidade      | Tempo   | Notas                            |
| ----------------- | ---- | ------------------------- | ------------------ | ------- | -------------------------------- |
| Medalha de ouro   | 4    | Caitlin Leverenz          | USA Estados Unidos | 2:10.51 | Recorde dos Jogos Pan-Americanos |
| Medalha de prata  | 3    | Meghan Small              | USA Estados Unidos | 2:11.26 |                                  |
| Medalha de bronze | 5    | Sydney Pickrem            | CAN Canadá         | 2:11.29 |                                  |
| 4                 | 7    | Joanna Maranhão           | BRA Brasil         | 2:12.39 |                                  |
| 5                 | 6    | Erika Seltenreich-Hodgson | CAN Canadá         | 2:14.06 |                                  |
| 6                 | 1    | Virginia Bardach          | ARG Argentina      | 2:15.45 |                                  |
| 7                 | 8    | Gabrielle Roncatto        | BRA Brasil         | 2:17.02 |                                  |
| 8                 | 2    | Alia Atkinson             | JAM Jamaica        | 2:18.02 |                                  |

Legenda
| Recorde mundial                  | Recorde mundial (World record)               |                       | Recorde africano                      | Recorde africano (African) |                                           | Q | Classificado por posição (Qualified) |
| Recorde dos Jogos Pan-Americanos | Recorde pan-americano (Pan-American record)  | Recorde da América    | Recorde da América (Americas)         | q                          | Classificado por melhor tempo (Qualified) |   |                                      |
| Melhor marca do ano              | Melhor marca do ano (World leading)          | Recorde asiático      | Recorde asiático (Asian)              | DNS                        | Não largou (Did not start)                |   |                                      |
| Recorde nacional                 | Recorde nacional (National record)           | Recorde europeu       | Recorde europeu (European)            | DNF                        | Não terminou (Did not finish)             |   |                                      |
| Recorde pessoal                  | Recorde pessoal do atleta (Personal best)    | Recorde da Oceania    | Recorde da Oceania (Oceania)          | DSQ / DQ                   | Desclassificado (Disqualified)            |   |                                      |
| Recorde da temporada             | Recorde da temporada do atleta (Season best) | Recorde sul-americano | Recorde sul-americano (South America) | NM                         | Sem marca (No mark)                       |   |                                      |